# 서연탑메탈
주식회사 서연탑메탈(영어: SEOYON TOPMETAL)은 대한민국의 자동차 금형기업으로,서연의 자회사이다.

## 역사 및 현황
- 1987년 2월: (주)탑금속 법인설립
- 1987년 11월: 기술집약형산업 승인(중소기업진흥공단)
- 1988년 5월: 유망중소기업선정(산업은행)
- 1990년 9월: 인천 남동국가 산업단지내 공장이전 부지매입
- 1991년 4월: (주)탑금속 부설 기술연구소 인가 (한국산업기술진흥협회)
- 1991년 12월: 본점 이전/인천 남동구 고잔동 663-6 남동국가산업단지(남동공단)이전
- 1993년 5월: 우량중소기업 선정(기술신보)
- 1997년 7월: ISO9002 인증획득(KMAQA)
- 2000년 3월: 유희춘 대표이사 취임(김용희 대표이사 사임)

## 테마주
최원재 대표이사가 경희대 동문이라는 이유로 문재인 테마주로 분류된 적이 있다.